# Automeris iris
Espèce
Automeris iris est une espèce de papillon de la famille des Saturniidae.

## Liste des sous-espèces
Selon Catalogue of Life (29 juin 2012) :
- sous-espèce Automeris iris iris Walker, 1865
- sous-espèce Automeris iris hesselorum Ferguson, 1972